# Trésor (parfum)
Pour les articles homonymes, voir Trésor (homonymie).

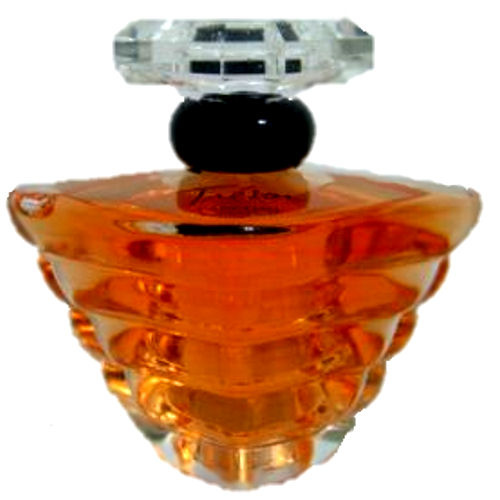
Flacon du parfum Trésor de Lancôme.

Trésor est un parfum de Lancôme créé en 1990 par Sophia Grosjman.

## Création
Trésor est la création de Sophia Grosjman, de la IFF, qui a déjà conçu Paris, de Yves Saint Laurent. Jean Guichard, directeur de l'école de parfumerie chez Givaudan relève que « Sophia a habillé la rose de Trésor avec une note de violette ouatée qui parfumait depuis longtemps les poudres et les rouges à lèvres. C'était très cohérent avec l'univers de soin et de maquillage de Lancôme, y compris aux États-Unis ».

## Succès
En 1992, Trésor est le parfum le plus vendu au monde.

## Publicité
Dominique Issermann réalise des photographies pour la publicité. Plus tard, la marque choisit comme égérie l'actrice Isabella Rossellini et Peter Lindbergh réalise le spot publicitaire. Véronique Drecq, professeur associée de marketing à l'université Panthéon-Assas, analyse ce clip : « Le film de Peter Lindbergh transpire cette aspiration à une séduction plus intérieure. Isabella caresse sa joue : elle se parfume pour séduire certes, mais aussi pour elle-même, au son d'une sonate pour piano et violon très prenante. D'ailleurs, l'homme n'est qu'une ombre qu'elle salue de loin en sortant du Musée d'art moderne. Ce musée, encore peu connu du grand public, suggère une femme élitiste et cultivée. Ses lignes géométriques se reflètent avec celles du flacon dans un esprit Art déco. En quelque sorte l'âge d'or du raffinement que les femmes rêvent de retrouver ». L'accent publicitaire est en effet mis sur un certain classicisme, après une décennie 1980 marquée par de fortes revendications féminines dans le monde professionnel.
Un premier parfum Trésor avait été lancé en 1952. Le nouveau flacon est dessiné en 1989 par Charles Boussiquet, reprenant les codes de la parfumerie classique, avec un jeu de lecture à travers les formes rebondies du verre, un flacon large et plat, une pyramide inversée, doté d'un capuchon facetté. La réalisation du flacon chez le verrier Pochet a demandé une longue mise au point pour trouver une répartition équilibrée du verre dans les épaules larges et plates.

### Égérie de la marque
- Isabella Rossellini, première égérie.
- Juliette Binoche
- Julia Roberts
- Kate Winslet
- Inès Sastre
- Penelope Cruz[4]

## Postérité
On compte parmi les marques influencées (pour les deux dernières, cela marque le renouveau des parfums féminins poudrés) : 
- Classique de Jean Paul Gaultier (1993)
- Flower by Kenzo de Kenzo (2000)
- Eau de parfum de Chloé (2008)
- Violet Blonde de Tom Ford (2011)

En 2010 est créé Trésor in Love, pour les vingt ans du parfum. Elettra Rossellini, la fille d'Isabella, en est l’égérie. En 2011, deux autres parfums sont créés :
- Trésor L'Absolu Désir de Lancôme, créé par Dominique Ropion, 2011. Notes : rose centifolia, jasmin, vanille bourbon[5] (l'actrice Pénélope Cruz est l’égérie).
- Trésor Midnight Rose de Lancôme, créé par Anne Flipo, 2011. Notes : rose, framboise, jasmin, pivoine, cassis, musc, vanille et cèdre[6] (l’actrice Emma Watson est l’égérie).